# Bohumír Strnadel-Četyna
Bohumír Strnadel-Četyna (* 29. Oktober 1906 in Trojanovice; † 11. Jänner 1974 in Čeladná) war ein tschechischer Schriftsteller historischer Romane. Außer seinem hauptsächlichen Pseudonym Bohumír Četyna publizierte er auch als St. R. Ledan und B. Trojanovský.

## Leben
Strnadel war ein Neffe des Bildhauers Jan Knebl und der Bruder von Josef, Antonín und Václav Strnadel. Er besuchte von 1918 bis 1921 die Mittelschule in Frenštát pod Radhoštěm und von 1923 bis 1924 das katholische Seminar in Velehrad. Daran schloss sich bis 1928 ein Gymnasialbesuch in Olmütz und Brünn an. Ab 1934 arbeitete Strnadel beim Rundfunksender Mährisch Ostrau. In den Jahren 1941 bis 1942 und 1946 bis 1950 leitete er das städtische Museum in Frenštát. Strnadel wurde 1955 Mitglied des Tschechoslowakischen Schriftstellerverbandes.
Bekanntheit erlangte er durch seine Tetralogie historischer Romane: Valašský vojvoda, Jednou za slunovratu, Zbojníci und Živly, die das Leben der Untertanen der Herrschaft Hukvaldy zum Inhalt hat.

## Werke
- Hory a lidé: tři úvahy o životě dávných salašníků, Nákladatelství obce Trojanovice, (Trojanowitz) 1944.
- Zbojníci, historischer Roman, 1954
- Koliby v soumraku, historischer Roman, 1959
- Valašský vojvoda, historischer Roman, 1966
- Drvaři, Roman, 1963
- Poselství zapomenutých, historischer Roman, 1973
- Jednou za slunovratu, historischer Roman, 1974
- Besedy na staré valše, weißer und schwarzer Humor aus sieben Büchern, 1974